# Manifest (album Lapis Trubieckoj)
Manifest – dziewiąty album studyjny białoruskiego zespołu rockowego Lapis Trubieckoj, wydany 25 września 2008 roku. Jest drugim albumem należącym do trylogii Agitpop i pierwszą płytą Lapisów, która została udostępniona za darmo w Internecie.

## Lista utworów
| Nr  | Tytuł utworu                                | Oryginalna pisownia tytułu | Długość |
| --- | ------------------------------------------- | -------------------------- | ------- |
| 1.  | „Manifiest”                                 | «Манифест»                 | 3:48    |
| 2.  | „Rok-pupsy”                                 | «Рок-пупсы»                | 3:15    |
| 3.  | „Gałaktika”                                 | «Галактика»                | 3:20    |
| 4.  | „Żłob”                                      | «Жлоб»                     | 2:58    |
| 5.  | „12 obiezjan”                               | «12 обезьян»               | 2:55    |
| 6.  | „I Wanna Be Your Boyfriend” (cover Ramones) |                            | 2:16    |
| 7.  | „Kreks, peks, feks!”                        | «Крэкс, пэкс, фэкс!»       | 3:23    |
| 8.  | „Belarus Freedom”                           |                            | 3:49    |
| 9.  | „Klip”                                      | «Клип»                     | 3:35    |
| 10. | „Zoraczki”                                  | «Зорачкі»                  | 3:47    |
| 11. | „Trubieckoj”                                | «Трубецкой»                | 3:00    |
| 12. | „Rybka zołotaja”                            | «Рыбка золотая»            | 2:09    |
|     |                                             |                            | 38:15   |

| Utwory bonusowe w wersji dla składanki Parad-Alle | Utwory bonusowe w wersji dla składanki Parad-Alle | Utwory bonusowe w wersji dla składanki Parad-Alle | Utwory bonusowe w wersji dla składanki Parad-Alle |
| Nr                                                | Tytuł utworu                                      | Oryginalna pisownia tytułu                        | Długość                                           |
| ------------------------------------------------- | ------------------------------------------------- | ------------------------------------------------- | ------------------------------------------------- |
| 1.                                                | „Czorno-biełyj dień”                              | «Чёрно-белый день»                                | 4:05                                              |
| 2.                                                | „Gosudarstwo” (cover Grażdanskaja Oborona)        | «Государство»                                     | 3:20                                              |

## Twórcy
- Siarhiej Michałok – wokal
- Pawieł Bułatnikau – wokal, tamburyn
- Rusłan Uładyka – gitara, akordeon, klawisze
- Pawieł Kuziukowicz – trąbka, chórki
- Iwan Hałuszka – puzon, chórki
- Dzianis Sturczanka – gitara basowa
- Alaksandr Starażuk – perkusja
- Alaksandr Laszkiewicz – technik dźwięku
- Dzmitryj Babrouka – technik sceny